# António Barroso
António José de Sousa Barroso (Remelhe, Barcelos, 5 de Novembro de 1854 – Porto, 31 de Agosto de 1918) foi missionário em África, bispo de São Tomé de Meliapor e enfim bispo do Porto.

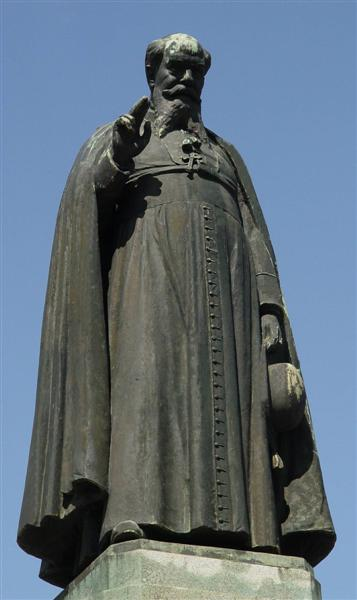
Estátua de D. António Barroso em Barcelos

## Biografia
Filho de José António de Sousa e de sua mulher Eufrásia Rosa Barroso.
Aos 17 anos de idade vai estudar no seminário de Braga, e daqui transferido em 1873 para o Real Colégio das Missões Ultramarinas de Cernache do Bonjardim, onde se ordenou em 1879.
Foi missionário cientista em Angola e em Moçambique. O seu relatório de 1894, sobre o "Padroado de Portugal em África" patenteia o valor da sua acção.
É sagrado bispo de Himéria em 1891 e em 1898 transferido para Meliapor; em fevereiro de 1899 foi apresentado bispo do Porto, tomando posse em 2 de agosto.
Em 1911, após a Implantação da República Portuguesa, quando foi dada a conhecer a «Pastoral do Episcopado Português», em que a Igreja Católica Portuguesa se afirma em desacordo com alguma Legislação do Governo, reaviva-se a luta anticlerical. Os governadores civis proíbem a leitura dessa pastoral e, por desobediência a essa proibição, são presos dezenas de párocos. Nessa altura, o próprio bispo do Porto foi preso e levado, sob custódia, a Lisboa. Sempre afirmando a determinação apostólica, D. António Barroso conhecerá depois o exílio, de onde só voltará em 1914, e, antes de voltar a conhecer o exílio no 1917, refugia-se durante um longo período no Santuário de Nossa Senhora do Porto do Ave, onde ainda hoje permanece o seu retrato a óleo numa parede da sacristia. Regressa ainda no mesmo ano à sua diocese, onde vem a falecer, nove meses mais tarde.
Foi sepultado no cemitério paroquial de Remelhe, Barcelos, tendo os seus restos mortais sido trasladados em 1927 para uma capela-monumento erigida no recinto. Em 17 de Novembro de 2019, os seus restos mortais foram transladados para a igreja paroquial de Remelhe, numa cerimónia presidida por D. Jorge Ortiga, arcebispo de Braga.
Foi impressa uma nota de 10 angolares de Angola com a sua imagem.
Encontra-se em curso a Causa da sua beatificação, promovida pela Diocese do Porto. Em 16 de Junho de 2017 foi proclamado Venerável, com a aprovação, pelo Papa Francisco, do decreto da Declaração das virtudes heróicas de D. António Barroso.
Em 20 de Outubro de 2019 foi inaugurada em Cernache do Bonjardim uma estátua a D. António Barroso.